# San Diego Gulls (1966–1974)
För andra betydelser, se San Diego Gulls (olika betydelser).
San Diego Gulls var ett amerikanskt professionellt ishockeylag som spelade i Western Hockey League (WHL) mellan 1966 och 1974. De spelade sina hemmamatcher i inomhusarenan San Diego International Sports Center i San Diego i Kalifornien. 1974 lades WHL ned som liga och upphörde, Gulls tvingades också lägga ned när World Hockey Association (WHA) flyttade Jersey Knights till San Diego för att vara San Diego Mariners. Gulls vann aldrig någon Lester Patrick Cup, som gavs årligen till vinnaren av WHL.
Spelare som har spelat för dem är bland andra Ken Broderick, Bruce Cowick, Ed Hatoum, Orest Kindrachuk, John Miszuk, Jack McCartan och Willie O'Ree.